# Куянівка (річка)
Куянівка — річка в Україні, у Сумському районі Сумської області. Ліва притока Виру (басейн Дніпра).

## Опис
Довжина річки приблизно 16 км.

## Розташування
Бере початок у Новопетрівці. Тече переважно на північний схід через село Куянівку і на північному сході від Зарічного впадає у річку Вир, ліву притоку Сейму. 
Населені пункти вздовж берегової смуги: Москаленки, Штанівка. 
Річку перетинає автомобільна дорога Т 1906.